# Bezirk Podhajce
Bezirk Podhajce – dawny powiat (Bezirk) kraju koronnego Królestwo Galicji i Lodomerii, funkcjonujący w latach 1854–1867. Siedzibą starostwa było miasteczko Podhajce.

## Historia
Bezirk Podhajce utworzono w ramach reformy uwłaszczeniowej z okresu Wiosny Ludów (1848–1849), która likwidowała jurysdykcję właściciela ziemskiego nad poddanymi. W Galicji, dominium – jako podstawowa jednostka administracyjna i filar systemu feudalnego straciło rację bytu. Konieczne stało się zatem wprowadzenie nowego systemu administracyjnego, którego zręby powstały w latach 1851–1855. Nowy trójstopniowy podział administracyjny objął 21 cyrkułów (niem. Kreise), 179 małych powiatów (niem. Bezirke) i ponad 6000 gmin (niem. Gemeinde).
Bezirk Podhajce objął obszar o wielkości 10,0 mil², zamieszkany przez 29.180 ludzi i podzielony na 36 gmin katastralnych, w tym dwa miasteczka (Podhajce i Zawałów). Wszedł w skład cyrkułu brzeżańskiego, jako jeden z jego ośmiu powiatów.
Po nadaniu Galicji autonomii oraz powołaniu samorządu gminnego i powiatowego w 1865 zlikwidowano cyrkuły (Kreise). Dotychczasowe małe powiaty (Bezirke) w liczbie 179, utrzymały się do 1867 roku, kiedy to w następstwie kolejnej reformy administracyjnej (23 stycznia 1867) zostały zastąpione przez 74 większych powiatów. Obszar zniesionego Bezirk Podhajce wszedł wtedy w całości w skład nowego powiatu podhajeckiego.

## Podział administracyjny (1854)
| Lp. | Gmina jednostkowa                          | Powierzchnia | Ludność | Powiat w 1867 po zniesieniu |
| --- | ------------------------------------------ | ------------ | ------- | --------------------------- |
| 1   | Podhajce (m)                               | 6521         | 5450    | podhajecki                  |
| 2   | Halicz i Zahajce                           | 6521         | 5450    | podhajecki                  |
| 3   | Łysa                                       | 2259         | 356     | podhajecki                  |
| 4   | Michałówka                                 | 1211         | 312     | podhajecki                  |
| 5   | Rudniki                                    | 1698         | 323     | podhajecki                  |
| 6   | Siółko                                     | 3497         | 754     | podhajecki                  |
| 7   | Uhrynów ze Starym Miastem                  | 2058         | 269     | podhajecki                  |
| 8   | Szwejków                                   | 5002         | 1132    | podhajecki                  |
| 9   | Czeremchów                                 | 5002         | 1132    | podhajecki                  |
| 10  | Toustobaby                                 | 4188         | 1462    | podhajecki                  |
| 11  | Korżowa                                    | 1669         | 552     | podhajecki                  |
| 12  | Zawadówka i Huta                           | 986          | 525     | podhajecki                  |
| 13  | Zawałów (m)                                | 4835         | 552     | podhajecki                  |
| 14  | Zastawcze (ad Zawałów)                     | 4835         | 552     | podhajecki                  |
| 15  | Jabłonówka                                 | 1675         | 385     | podhajecki                  |
| 16  | Nosów                                      | 2405         | 789     | podhajecki                  |
| 17  | Seredne                                    | 1093         | 310     | podhajecki                  |
| 18  | Zaturzyn                                   | 337          | 417     | podhajecki                  |
| 19  | Białokiernica                              | 3442         | 893     | podhajecki                  |
| 20  | Gniłowody                                  | 1838         | 394     | podhajecki                  |
| 21  | Hołhocze                                   | 6162         | 1745    | podhajecki                  |
| 22  | Dobrowody                                  | 2496         | 732     | podhajecki                  |
| 23  | Wolica                                     | 928          | 238     | podhajecki                  |
| 24  | Wierzbów                                   | 4464         | 1087    | podhajecki                  |
| 25  | Zastawcze (ad Hołhocze)                    | 1707         | 471     | podhajecki                  |
| 26  | Horożanka z Borkami, Siołem i Wołoszczyzną | 4438         | 1242    | podhajecki                  |
| 27  | Bożyków                                    | 3553         | 836     | podhajecki                  |
| 28  | Litwinów                                   | 4174         | 660     | podhajecki                  |
| 29  | Wołoszczyzna                               | 2416         | 772     | podhajecki                  |
| 30  | Markowa                                    | 2761         | 673     | podhajecki                  |
| 31  | Mużyłów                                    | 4849         | 1272    | podhajecki                  |
| 32  | Mądzelówka                                 | 1989         | 683     | podhajecki                  |
| 33  | Kotuzów                                    | 2313         | 776     | podhajecki                  |
| 34  | Nowosiółka                                 | 1169         | 2115    | podhajecki                  |
| 35  | Justynówka                                 | 1169         | 353     | podhajecki                  |
| 36  | Beckersdorf                                | 1629         | 449     | podhajecki                  |

Objaśnienie:
(M) = miasto; (m) = miasteczko